# Gardens by the Bay
A Gardens by the Bay (kínaiul: 滨海湾花园, pinjin: Bīnhǎi wān huāyuán, magyaros: Pinhaj van huajüan, „Öböl menti kertek”) 101 hektáron elterülő park Szingapúrban, melyet tengertől visszahódított területen építettek fel. A park három részből épül fel: Bay South Garden, Bay East Garden és Bay Central Garden. A parkot a fenntartható fejlődés jegyében alakították ki és ökoturisztikai célpontnak szánták. A kert egymilliárd szingapúri dollárból épült fel.

## Szuperfa-liget
A Gardens by the Bayben 18 mesterséges, úgynevezett „szuperfa” emelkedik, ezek 25–50 méter magasak, tizenegy közülük napkollektorral felszerelt. Egyes fák az üvegházak szellőztető-csatornáiként funkcionálnak, vagy az esővizet gyűjtik össze. Két szuperfát skywalk elnevezésű híddal össze is kötöttek. A fák törzsén kúszónövények kapaszkodnak.

## Üvegházak
A kertben két üvegházban a világ minden tájáról összegyűjtött növényeket, összesen 220 000 példányt lehet megtekinteni, itt a különféle fajoknak szükséges ideális hőmérsékletet és páratartalmat automata módon szabályozza az üvegház.

## Galéria

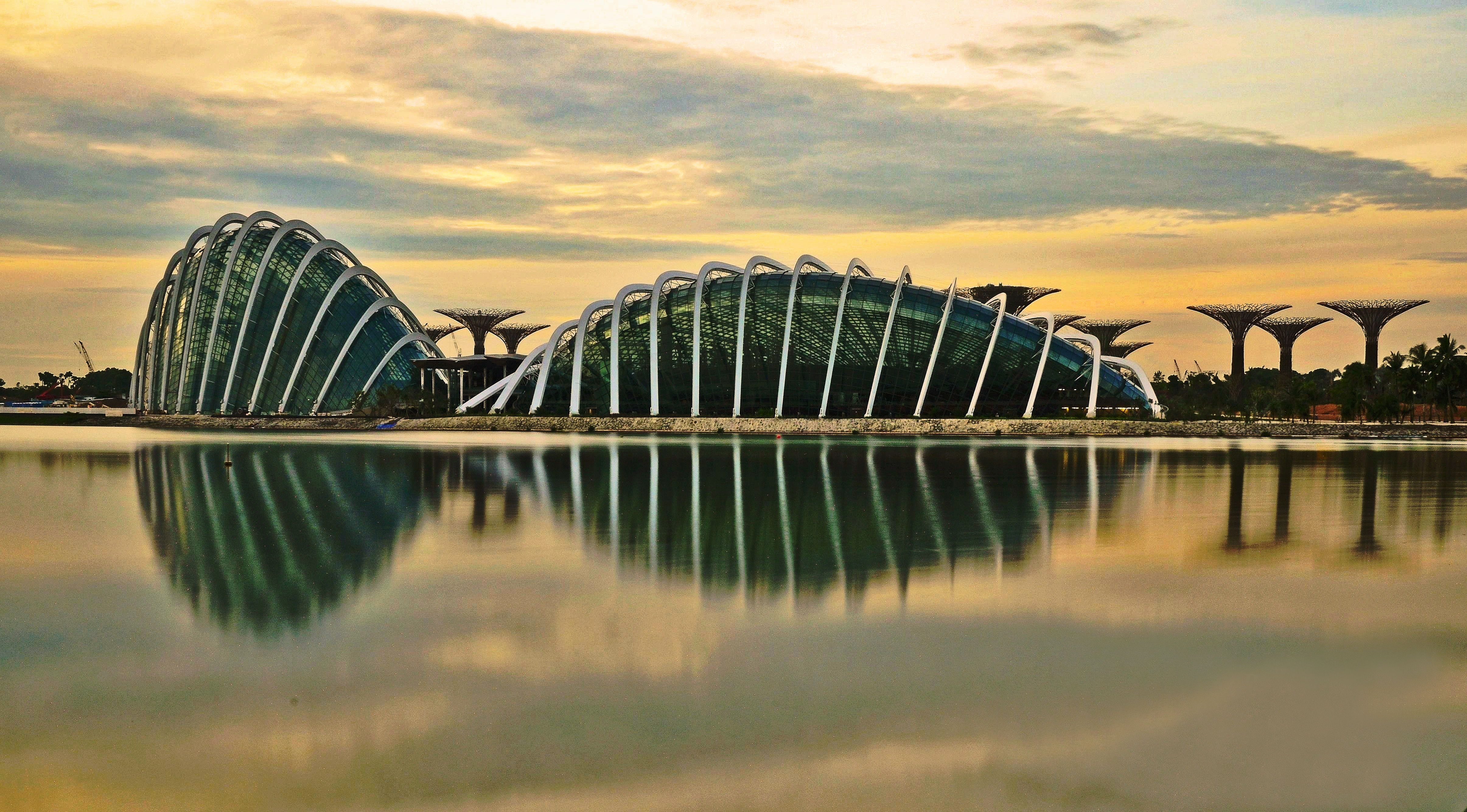
A Cloud Forest és a Flower Dome üvegházak
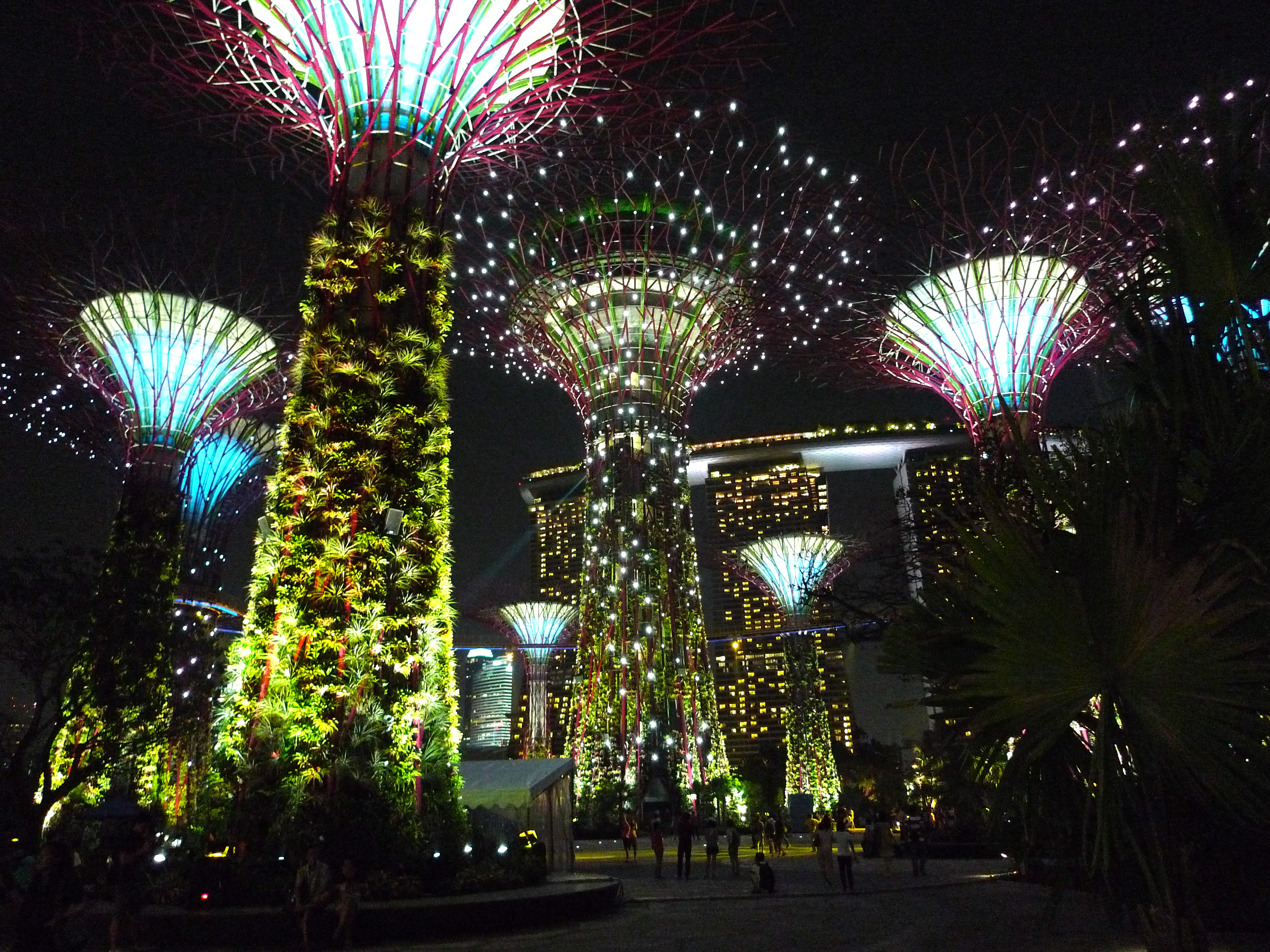
A szuperfák napelemekkel rendelkeznek, így éjjel „önerőből” világítanak
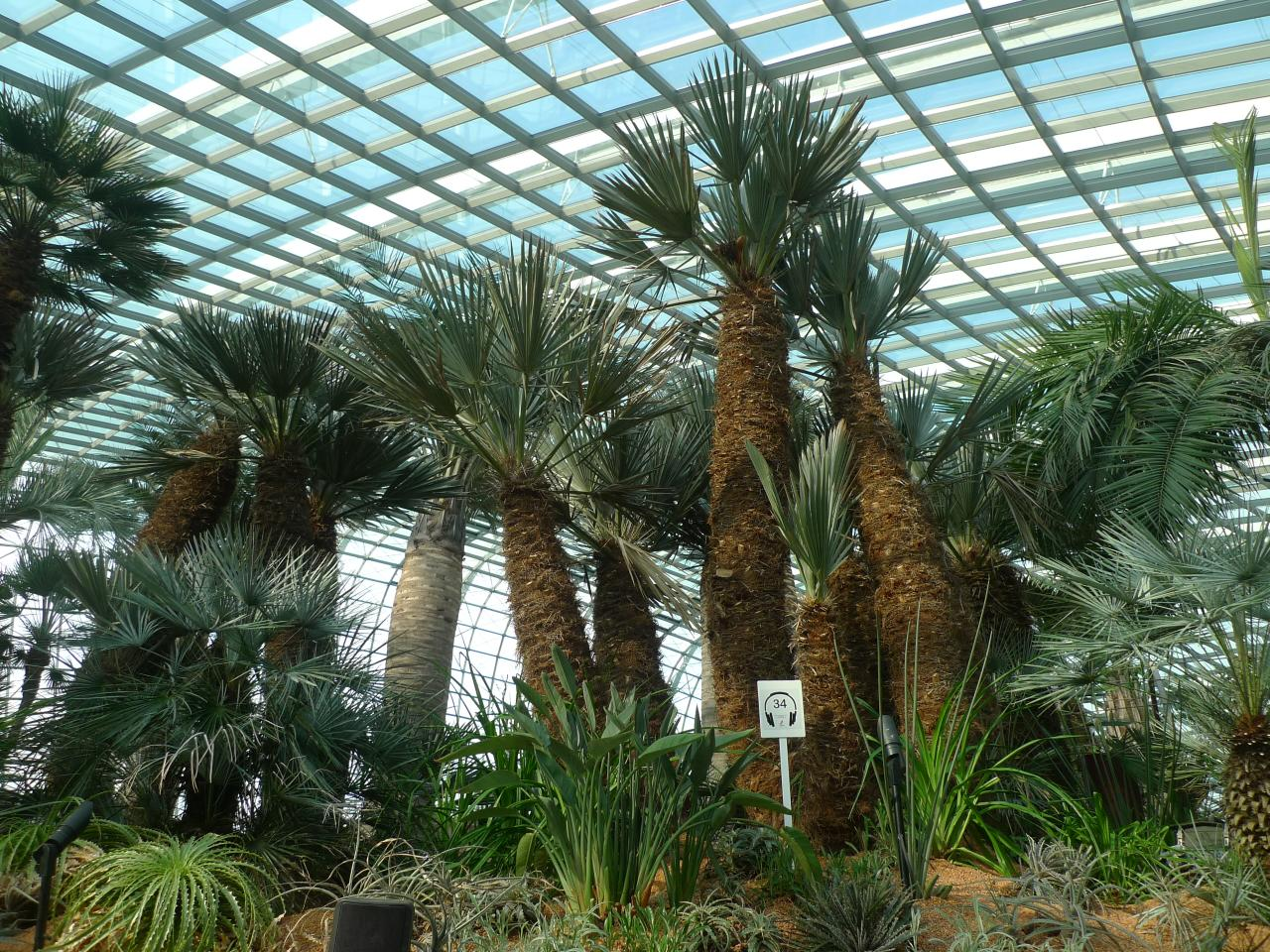
A Flower Dome belülről
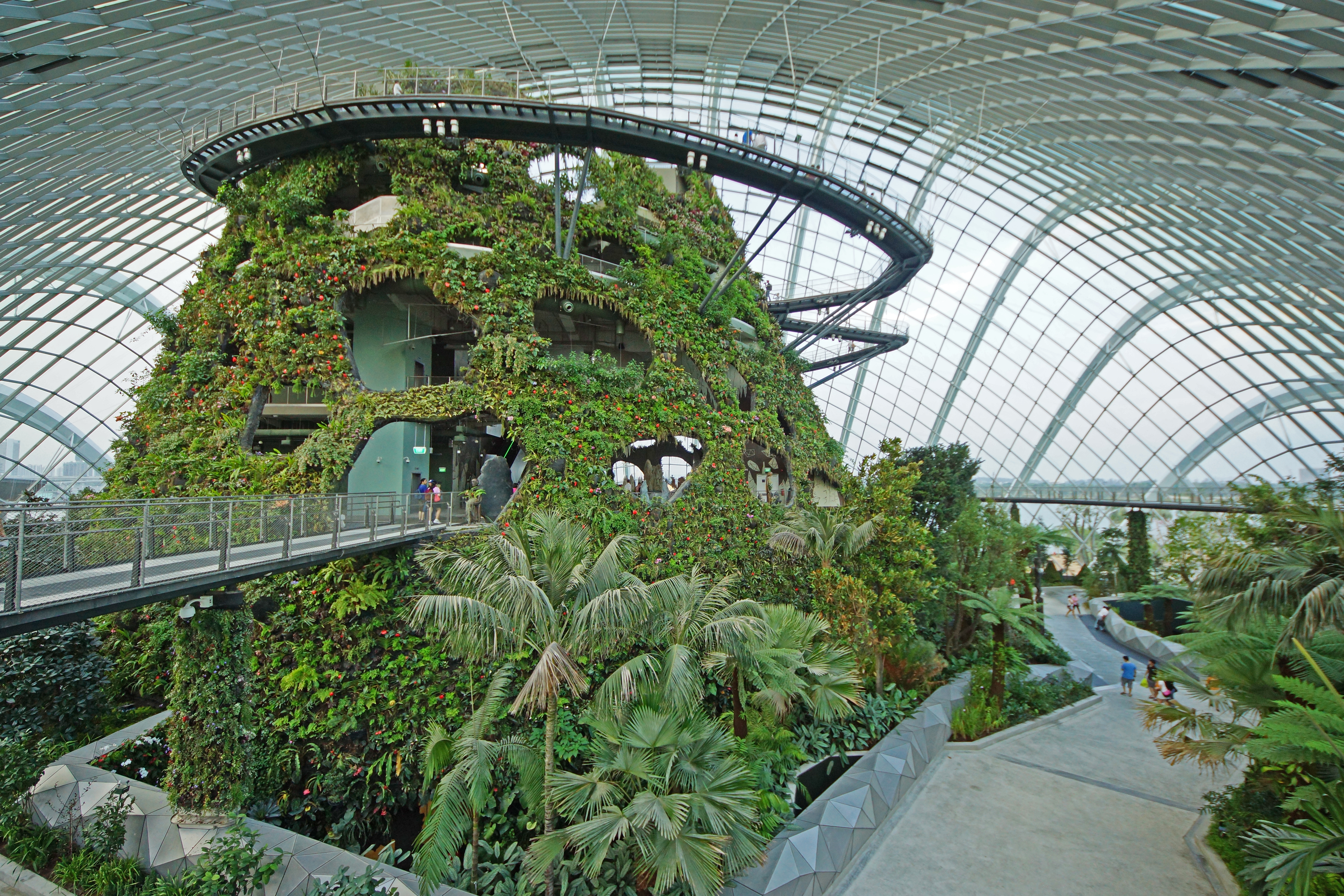
A Cloud Forest belülről
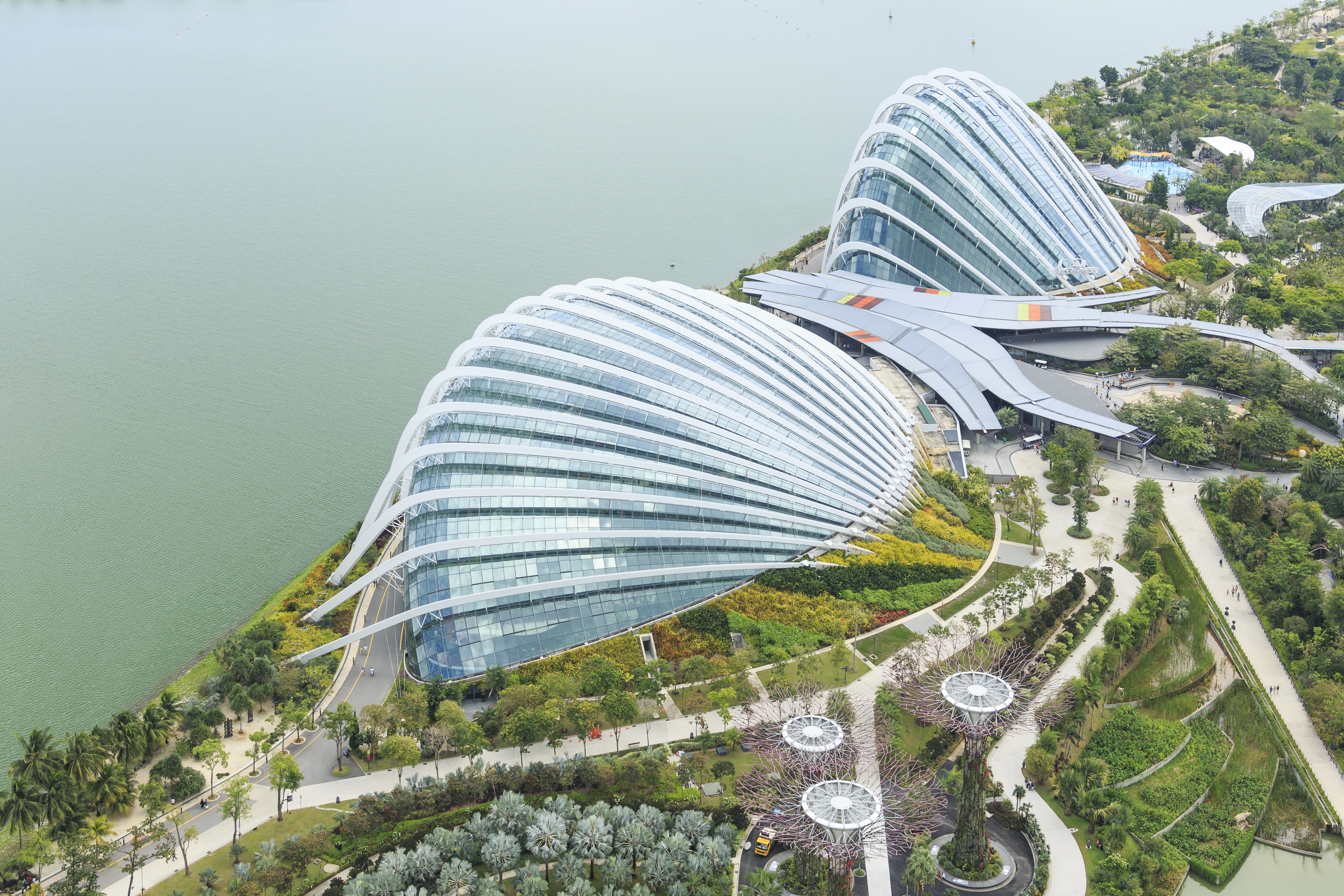
A Gardens by the Bay a magasból